# ساتشيرأو توشيما
ساتشيرأو توشيما (باليابانية: 戸嶋 祥郎) (مواليد 26 سبتمبر 1995) هو لاعب كرة قدم ياباني.

## وصلات خارجية
- ساتشيرأو توشيما على موقع رابطة كرة القدم اليابانية للمحترفين (اليابانية)
- ساتشيرأو توشيما على موقع إي إس بي إن إف سي (الإنجليزية)
- ساتشيرأو توشيما على موقع قاعدة بيانات كرة القدم.إي يو (الإنجليزية)
- ساتشيرأو توشيما على موقع Soccerbase.com (لاعب) (الإنجليزية)
- ساتشيرأو توشيما على موقع Soccerway.com (الإنجليزية)
- ساتشيرأو توشيما على موقع عالم كرة القدم.نت (الإنجليزية)